# Breathe Again
Breathe Again è un singolo discografico della cantante statunitense Toni Braxton, pubblicato nel 1993.

## Il brano
Il brano è stato scritto da Kenneth "Babyface" Edmonds e prodotto dallo stesso artista con Daryl Simmons e L.A. Reid. Esso è stato estratto dal primo album in studio di Toni Braxton, l'eponimo Toni Braxton.

## Tracce
- CD (USA)

1. Breathe Again (radio edit)
2. Breathe Again (extended mix)
3. Breathe Again (Breathless mix)
4. Breathe Again (club mix)
5. Breathe Again (Spanish version)

## Video
Il videoclip della canzone è stato girato presso il palazzo di Longleat House, nel Wiltshire (Inghilterra). Esso è stato diretto da Randee St. Nicholas e realizzato in bianco e nero.

## Classifiche
| Classifica (1993-94) | Posizione massima |
| -------------------- | ----------------- |
| Regno Unito          | 2                 |
| Stati Uniti          | 3                 |